# The Jade
Pour les articles homonymes, voir Jade (homonymie).
The Jade est un groupe finlandais de rock'n'roll créé en 2004 et ayant des influences de punk rock et de pop originaire d'Helsinki.

## Histoire du groupe
The Jade s'est formé à l'été 2004 avec Wille Rosen, Pekko Mantzin, Sirpa Immonen et Jann P.H. Tous avaient déjà participé à d'autres projets auparavant. Leur premier EP, Heatwave EP sort à l'automne de cette même année. Puis suivra en 2006 Slow Motions on the Fast Lanes. Cet album est très bien accueilli et passe même en radio, ce qui contribue à faire connaître le groupe. Mais c'est surtout MySpace qui permettra à The Jade d'atteindre un public plus large. Les fans constitueront des street teams et des Fan Pages.
Les premiers albums étaient produits en indépendants, mais grâce au succès grandissant, le groupe signe sur le label North & South en 2008. Leur premier album officiel, produit par Petri Majuri et Hannu Leiden, s'appelle Seconds Away From Salvation. 'Wille Rosen quitte le groupe en 2010 pour des raisons personnelles.
Trois singles en sont issus : Drowning, leur version rock de It´s A Sin des Pet Shop Boys et King´s Cross.
Le 3 mars 2011, The Jade annonce sur leur MySpace qu'ils ne continuent pas ensemble. Pekko et Sirpa vont former un nouveau groupe et Jann continuera probablement la musique également.

## Membres actuels
- Pekko Mantzin : chanteur et guitariste
- Sirpa Immonen : batterie
- Jann P.H : basse

## Anciens membres
- Wille Rosen : chanteur
- Mike K : claviers

## Discographie
- 2004 : Heatwave EP
- 2006 : Slow Motions on the Fast Lanes
- 2008 : Seconds Away From Salvation